# Piaski (Bolęcin)
Piaski – część wsi Bolęcin w Polsce położona w województwie małopolskim, w powiecie chrzanowskim, w gminie Trzebinia.
W latach 1975–1998 Piaski administracyjnie należały do województwa katowickiego.